# Albalophosaurus
Albalophosaurus é um gênero de dinossauro ceratopsiano, do período Cretáceo, encontrada na Formação Kuwajima, Japão. Há uma única espécie descrita para o gênero Albalophosaurus yamaguchiorum.